# Kasaï (province)
Pour les articles homonymes, voir Kasaï.
Le Kasaï est depuis 2015 une province de la république démocratique du Congo à la suite de l'éclatement de la province du Kasaï-Occidental. Il se situe au centre du pays sur la rivière Kasaï.

## Géographie
Située au centre-ouest du pays, elle est limitrophe de 6 provinces congolaises et d'une province angolaise au sud. 
| Mai-Ndombe | Tshuapa    | Sankuru       |
| Kwilu      | Kasaï      | Kasaï central |
| Kwango     | Lunda-Nord |               |

En 1914, le Congo Belge a été divisé en quatre grandes provinces : le Congo-Kasaï, l'Équateur, le Congo-Oriental et le bassin du Katanga. En 1933, il s'est réorganisé en six provinces, nommées en fonction de leurs chefs-lieux, mais avec une centralisation plus poussée. Le Congo-Kasaï a été  partagé entre le district de Léopoldville et le district de Lusambo. En 1947, Lusambo a été fusionné avec la province de Kasaï.

## Territoires
La province est divisée en une ville et cinq territoires : Dekese, Ilebo, Kamonia, Luebo, Mweka
| CD92     | Province du Kasaï     | Province du Kasaï | Province du Kasaï | Province du Kasaï |
| Code INS | Subdivision           | Chef-lieu         | Superficie (km²)  | Population        |
| -------- | --------------------- | ----------------- | ----------------- | ----------------- |
|          | Ville de Tshikapa     | Tshikapa          | 382               | 587 548           |
| 9031     | Territoire de Luebo   | Luebo             | 8 450             |                   |
| 9032     | Territoire de Kamonia | Kamonia           | 27 492            |                   |
| 9033     | Territoire de Ilebo   | Ilebo             | 15 654            | 548 067           |
| 9034     | Territoire de Mweka   | Mweka             | 13 223            |                   |
| 9035     | Territoire de Dekese  | Dekese            | 25 175            |                   |

## Administration
La province du Kasaï est dirigée par le gouverneur Dieudonne Pieme Tutokot depuis mai 2019, qui remplace Marc Manyanga Ndambo qui était en place depuis 2016.